# Andrea Brem
Andrea Brem (* 1963 in Wien) ist eine österreichische Sozialarbeiterin. Seit 2001 leitet sie die Wiener Frauenhäuser und ist seit 2013 Vorsitzende des Zusammenschlusses Österreichischer Frauenhäuser in Wien, Graz und St. Pölten. 2018 wurde sie mit dem Wiener Frauenpreis in der Kategorie Gewaltschutz und dem Goldenen Verdienstzeichen des Landes Wien ausgezeichnet.

## Leben und Arbeit
Andrea Brem erwarb an der Sozialakademie den Abschluss Diplomsozialarbeiterin. Anfang der 1980er Jahre kam sie während des Studiums zunächst als Praktikantin zu den Wiener Frauenhäusern. Seit 2001 ist sie dort Geschäftsführerin und setzt sich mit den verschiedensten Projekten gegen Gewalt gegen Frauen und für deren Selbstermächtigung ein. Drei der vier Frauenhäuser in Wien hat sie selbst konzeptioniert und gestaltet. In den vier Wiener Einrichtungen wurden 2019 über 600 Frauen und ebenso viele Kinder betreut. Zudem baute sie das Angebot  stark aus. Etwa 175 Plätze stehen Frauen und Kindern in den Wiener Frauenhäusern zur Verfügung (Stand März 2021). Zusätzlich gibt es eine ambulante Beratungsstelle. Etwa 100 Mitarbeiterinnen sind im Verein Wiener Frauenhäuser beschäftigt. Sie prägte die Öffentlichkeitsarbeit der Wiener Frauenhäuser und hat zahlreiche Kampagnen mit entwickelt.
Seit 2013 ist Brem Vorsitzende des „Zusammenschlusses Österreichischer Frauenhäuser“ in Wien, Graz und St. Pölten.

### Engagement
Durch Werbekampagnen schafft Andrea Brem Aufmerksamkeit für die Problematik der Gewalt gegen Frauen und macht diese sichtbar. Zudem hält sie Schulungen und Vorträge unter anderem in sozialen Einrichtungen und bei Polizeibehörden. Anlässlich des Internationalen Frauentags 2020 forderte sie langfristig eine verpflichtende Täterarbeit auf der einen und auf der anderen Seite mehr Prävention, gerade bei jungen Leuten.
Von 2010 bis 2018 war sie Mitglied des ORF-Stiftungsrates und setzte sich dafür ein, „Frauenthemen“ zu stärken. Als Mitglied des Österreichischen Werberats erarbeitete sie einen „Ethikkodex“ gegen Diskriminierung und gehörte der Arbeitsgruppe „Gewalt und Kinder in der Werbung“ an. Darüber hinaus initiierte sie Studien, um über Gewalt gegen Frauen aufzuklären, so zum Beispiel im Jahr 2011 die Fachkonferenz und Studie Selber schuld? zu sexualisierter Gewalt sowie 2013 und 2014 eine Untersuchung zu psychischer Gewalt in Partnerschaften.
Wiederholt kritisierte sie die Berichterstattung der Medien zu häuslicher Gewalt und Femiziden im partnerschaftlichen Kontext. In den Berichten würden die Taten oft als Einzelfälle dargestellt, bagatellisiert oder sexualisiert, etwa durch Formulierungen wie „Sextäter“ oder „Beziehungsdrama“. Medien sollten ihre Rolle als zentrale „Informationsdrehscheibe“ nutzen und in Berichten zu diesen Themen auch auf Möglichkeiten der Hilfe für die Frauen hinweisen.

## Preise und Auszeichnungen
- 2014: Preis der Fraueninitiative der BAWAG P.S.K. für herausragende Leistungen von Frauen oder besonderen Einsatz zur Positionierung von Frauen in der Gesellschaft[8]
- 2018: Wiener Frauenpreis in der Kategorie „Gewaltschutz“
- 2018: Goldenes Verdienstzeichen des Landes Wien[9]
- 2024: Grete-Rehor-Staatspreis[10]

## Veröffentlichungen
- Wie fühlen sich Opfer vor Gericht? Erfahrungen aus der Praxis. In: Udo Jesionek/Marianne Hilf (Hrsg.): Die Begleitung des Verbrechensopfers durch den Strafprozess. Wien: Studien-Verlag 2006, S. 111–126 ISBN 978-3-7065-4220-3.
- Gewalt verstört die Seele. In: Beate Wimmer-Puchinger/Karin Gutiérrez-Lobos/Anita Riecher-Rössler (Hrsg.): Irrsinnig weiblich – Psychische Krisen im Frauenleben. Hilfestellung für die Praxis. Berlin: Springer 2016, S. 93–104 ISBN 978-3-662-48436-4.
- Am Anfang war ich sehr verliebt. Frauen erzählen von Liebe, Gewalt und einem Neubeginn im Frauenhaus, mit Karin Berger, Mandelbaum mit Karin Bergererlag, Wien 2018, ISBN 978-3-85476-270-6. Begleitbuch zur gleichnamigen Ausstellung anlässlich „40 Jahre Wiener Frauenhäuser“ im Volkskundemuseum Wien.

Empirische Studien
- Sexualisierte Gewalt in Paarbeziehungen, mit Elfriede Fröschl, Verein Wiener Frauenhäuser, Wien 2010.
- Psychische Gewalt gegen Frauen., Verein Wiener Frauenhäuser in Kooperation mit dem Meinungsforschungsinstitut Karmasin Motivforschung,  Wien 2014 (pdf)
- Cybergewalt gegen Frauen in Paarbeziehungen, mit Elfriede Fröschl, Verein Wiener Frauenhäuser, Wien 2020 (pdf)